# Stepan Kubiw

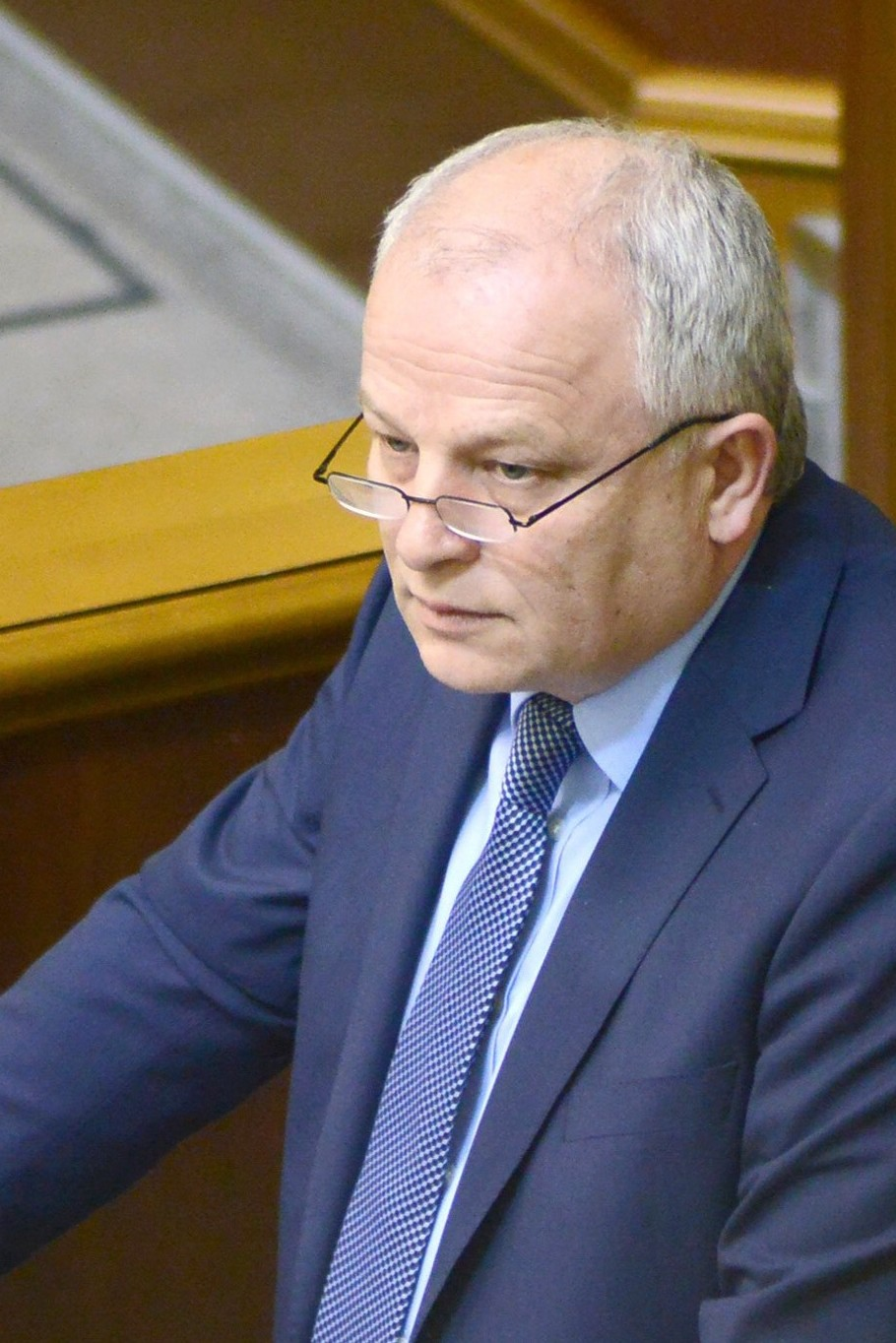
Stepan Kubiw (2015)

Stepan Iwanowytsch Kubiw (* 19. März 1962 in Mschanez, Oblast Ternopil, Ukrainische SSR) ist ein ukrainischer Ökonom und Politiker. Vom 14. April 2016 bis zum 29. August 2019 war er Erster Vize-Ministerpräsident und Wirtschaftsminister der Ukraine.

## Leben
Stepan Kubiw studierte bis 1984 an der Fakultät für Mathematik der Universität Lwiw und begann eine Karriere als Komsomol-Funktionär. 1994 wechselte er in den Bankensektor. Ein weiteres Studium schloss er 2002 an der Nationalen Polytechnischen Universität Lwiw ab. Seit 2006 ist er Kandidat der Wirtschaftswissenschaften und seit 2007 Außerordentlicher Professor. Kubiw hat über 50 Publikationen zum Thema Wirtschaft, Marketing, Banking und Ökologie verfasst.
Vom 24. Februar 2014 bis zum 19. Juni 2014 war Kubiw Vorsitzender der Nationalbank der Ukraine und vom 28. Februar 2014 bis zum 23. Juni 2014 war er Mitglied im Nationalen Sicherheits- und Verteidigungsrat der Ukraine.
Seit dem 27. November 2014 ist er Abgeordneter der Werchowna Rada und dort seit dem 15. Januar 2015 der Vertreter des Präsidenten im Parlament.
Kubiw ist Mitglied des Block Petro Poroschenko und wurde nach der Kabinettsumbildung am 14. April 2016 der „Erste Vize-Ministerpräsident“ und „Minister für Ökonomische Entwicklung und Handel“ der Ukraine im Kabinett Hrojsman.

## Privates
Kubiw ist verheiratet und Vater einer Tochter.

## Ehrungen
Stepan Kubiw erhielt zahlreiche Orden und Ehrungen, darunter im Februar 2005 den Verdienstorden der Ukraine 3. Klasse und 2006 das goldene Verdienstkreuz der Republik Polen.